# Taeyeon
Kim Tae-Yeon (født 9. marts 1989), bedre kendt som Taeyeon, er en sydkoreansk sanger og skuespillerinde. Hun er lederen af den sydkoreanske gruppe Girls' Generation (SNSD).
Hun havde været praktikant hos S.M. Entertainments Starlight Academy i sine mellemskoleår før hun debuterede som medlem af agenturets pigegruppe Girls' Generation i 2007. Siden da er hun blevet fremtrædende på grund af gruppens succes på den asiatiske musikscene og deltog yderligere i agenturets projekter Girls' Generation-TTS og SM Ballad. Udover gruppearrangementer har hun også optaget sange til forskellige tv-dramaer og film.
Taeyeon startede en solokarriere i 2015 med sit første udvidede album, I. Det toppede som nummer to på Sydkoreas Gaon Album Chart og dets titelspor solgte over en million digitale kopier. Hendes andet udvidede album, Why (2016), opnåede en placering som nummer et på Gaon Album Chart og foranledigede to Gaon Digital Chart top-ti singler "Starlight" og "Why". Hendes debutstudioalbum My Voice (2017) og dets to singler "Fine" og "Make Me Love You" opnåede lignende succes.
Efter sin debut blev hun tildelt Best Female Artist på Mnet Asian Music Awards. I 2016 klassificerede Gallup Korea hende som den mest populære idol i 2016; Året før blev hun rangeret som nummer tre. Også i 2016 noterede Forbes Korea hende blandt deres Top 40 Power Celebrities for året. Taeyeon er kendt for sine vokale evner: ved en afstemning i en undersøgelse af 40 musikbranchens embedsmænd blev hun stemt som den bedste K-pop vokalist i oktober 2015 og som den bedste kvindelige vokalist i tyverne af tolv musikfirmaer i april 2016.

## Diskografi

### Album
| Albuminformation                                                 | Topplacering            | Topplacering     |
| Albuminformation                                                 | Sydkorea · (Gaon Chart) | Japan · (Oricon) |
| ---------------------------------------------------------------- | ----------------------- | ---------------- |
| I (EP-plade) - Släppt: 7 oktober 2015                            | 1                       | 5                |
| Why (EP-plade) - Släppt: 28 juni 2016                            | 1                       | 2                |
| My Voice (Studioalbum) - Nyutgåva: Deluxe Edition (5 april 2017) | 1                       | 3                |

### Singler
| År                   | Titel                                               | Topplacering            | Topplacering         |
| År                   | Titel                                               | Sydkorea · (Gaon Chart) | Japan · (Oricon)     |
| Solo & kollaboration | Solo & kollaboration                                | Solo & kollaboration    | Solo & kollaboration |
| -------------------- | --------------------------------------------------- | ----------------------- | -------------------- |
| 2010                 | "Like a Star" (med The One)                         | 1                       | —                    |
| 2011                 | "Different" (med Kim Bum-soo)                       | 2                       | —                    |
| 2014                 | "Breath" (med Jonghyun)                             | 3                       | —                    |
| 2015                 | "I" (med Verbal Jint)                               | 1                       | —                    |
| 2016                 | "Rain"                                              | 1                       | —                    |
| 2016                 | "Starlight" (med Dean)                              | 1                       | —                    |
| 2016                 | "Why"                                               | 1                       | —                    |
| 2016                 | "11:11"                                             | 1                       | —                    |
| 2016                 | "The Blue Night of Jeju Island" (med Kyuhyun)       | 2                       | —                    |
| 2017                 | "Fine"                                              | 1                       | —                    |
| 2017                 | "Make Me Love You"                                  | 1                       | —                    |
| Medvirkende          |                                                     |                         |                      |
| 2015                 | "Shake That Brass" (af Amber)                       | 17                      | —                    |
| 2015                 | "Scars Deeper Than Love" (af Yim Jae-beom)          | 53                      | —                    |
| 2015                 | "If the World Was a Perfect Place" (af Verbal Jint) | 25                      | —                    |
| 2016                 | "Don't Forget" (af Crush)                           | 2                       | —                    |
| 2017                 | "Lonely" (af Jonghyun)                              | 1                       | —                    |

### Soundtracks
| År   | Titel                    | Topplacering            | Film/Serie                      |
| År   | Titel                    | Sydkorea · (Gaon Chart) | Film/Serie                      |
| ---- | ------------------------ | ----------------------- | ------------------------------- |
| 2008 | "If"                     | 1                       | Hong Gil-dong                   |
| 2008 | "Can You Hear Me"        | 1                       | Beethoven Virus                 |
| 2009 | "It's Love" (med Sunny)  | 1                       | Heading to the Ground           |
| 2010 | "I Love You"             | 1                       | Athena: Goddess of War          |
| 2012 | "Missing You Like Crazy" | 1                       | The King 2 Hearts               |
| 2012 | "Closer"                 | 1                       | To the Beautiful You            |
| 2013 | "And One"                | 1                       | That Winter, the Wind Blows     |
| 2013 | "Bye"                    | 21                      | Mr. Go                          |
| 2014 | "Love, That One Word"    | 8                       | You're All Surrounded           |
| 2016 | "All With You"           | 14                      | Moon Lovers: Scarlet Heart Ryeo |